# 平子裕志
平子 裕志（ひらこ ゆうじ、1958年1月25日 - ）は、日本の実業家。ANAホールディングス株式会社取締役副会長。

## 概要
大分県大分市出身。大分県立大分上野丘高等学校を経て、東京大学経済学部卒業。新卒で全日本空輸株式会社へ入社。
入社後は、営業本部東京支店を皮切りに、日本経済研究センターへと出向し、経理部、マーケティング業務部、事業推進本部をはじめ、東京エリアにて様々な職場を経験する。その後は、ANA国際線事業の急速な拡大期のネットワーク戦略に約14年携わっていく。
1999年6月から2001年3月には、当時の野村代表取締役社長の秘書を務める。2001年4月から2004年6月には、営業推進本部ネットワーク戦略部を担当し、2004 年7月から2006年3月に東京空港支店旅客部長として羽田でのお客様対応の陣頭指揮を執る。
2011年6月には、執行役員として営業推進本部副本部長に就任し、12月に営業推進本部副本部長兼ANAテレマート株式会社社長に就任する。2013年4月に上席執行役員となり、2015年4月に米国より帰国し、ANAホールディングス株式会社上席執行役員財務企画・IR担当、全日本空輸株式会社取締役執行役員経理部担当に就任し、6月にANAホールディングス株式会社取締役執行役員財務企画・IR 担当、全日本空輸株式会社取締役執行役員経理部担当となる。
2016年4月にANAホールディングス株式会社取締役執行役員財務企画・IR 部・施設企画部担当、全日本空輸株式会社取締役執行役員経理部担当となる。2017年4月に全日本空輸株式会社代表取締役社長、ANAホールディングス株式会社取締役に就任。

2022年2月に2022年4月1日付で代表取締役を井上慎一氏に交代しANAHD副会長に就任する事を発表。

## 来歴
- 1981年3月 東京大学経済学部 卒業
- 1981年4月 全日本空輸 入社
- 2004年7月 東京空港支店 旅客部長
- 2006年4月 営業推進本部 レベニューマネジメント部長
- 2010年4月 企画室企画部長
- 2011年6月 執行役員 営業推進本部 副本部長
- 2012年4月 執行役員 米州室長 兼 ニューヨーク支店長
- 2015年4月 ANAホールディングス 上席執行役員 財務企画・IR部担当　全日本空輸 取締役執行役員 経理部担当
- 2015年6月 ANAホールディングス 取締役執行役員 財務企画・IR部担当　全日本空輸 取締役執行役員 経理部担当
- 2016年4月 ANAホールディングス 取締役執行役員 財務企画・IR部・施設企画部担当　全日本空輸 取締役執行役員 経理部担当

出典：